# Antoine Berman
Antoine Berman (Argenton-sur-Creuse, 1942—1991) foi um filósofo, crítico literário e teórico francês da tradução. É considerado uma figura muito importante nos modernos estudos de tradução. Foi também tradutor de alemão e espanhol.

## Obras
- L'épreuve de l'étranger. Culture et traduction dans l'Allemagne romantique: Herder, Goethe, Schlegel, Novalis, Humboldt, Schleiermacher, Hölderlin, Gallimard, Essais, 1984.
- Pour une critique des traductions : John Donne (Oeuvre posthume), Gallimard, Bibliothèque des idées, 1995.
- La traduction et la lettre ou l'auberge du lointain, Seuil, 1999.
- L'Age de la traduction. La tâche du traducteur de Walter Benjamin, un commentaire, Presses universitaires de Vincennes, 2008.[2]

Obras publicadas em português:
- A prova do estrangeiro: cultura e tradução na Alemanha romântica : Herder. Goethe, Schlegel, Novalis, Humboldt, Schleiermacher Hölderlin. Tradução de Maria Emilia Pereira Chanut. Bauru, SP: EDUSC, 2002. 350 p. (Signum). ISBN 8574601373 (broch.).
- A tradução e a letra ou o Albergue do longínquo. Tradução de Marie-Helene Catherine Torres, Furlan Mauri, Andréia Guerini. Rio de Janeiro, RJ: 7Letras, 2007. 143 p. ISBN 9788575774144 (broch.).